# 符云龙
符云龙（1995年3月18日—），是一名中国足球运动员，现時自由身。

## 俱乐部生涯
符云龙在北京足球名校中国人民大学附属中学接受专业足球训练，2013年代表北京全运队参加全运会B组（U18组）比赛。全运会后，符云龙加盟中国足球超级联赛球队广州富力，并补报进入球队一线队名单。2015年5月6日，他在2015年亚足联冠军联赛小组赛最后一轮广州富力已经无缘出线的情况下进入球队对阵武里南联的替补名单，并在第66分钟替补张远出场，最终球队客场0比5不敌对手。